# Quercus pringlei
Quercus pringlei är en bokväxtart som beskrevs av Karl Otto von Seemen och Ludwig Eduard Loesener. Quercus pringlei ingår i släktet ekar, och familjen bokväxter. Inga underarter finns listade.